# 里肯巴赫 (琉森州)

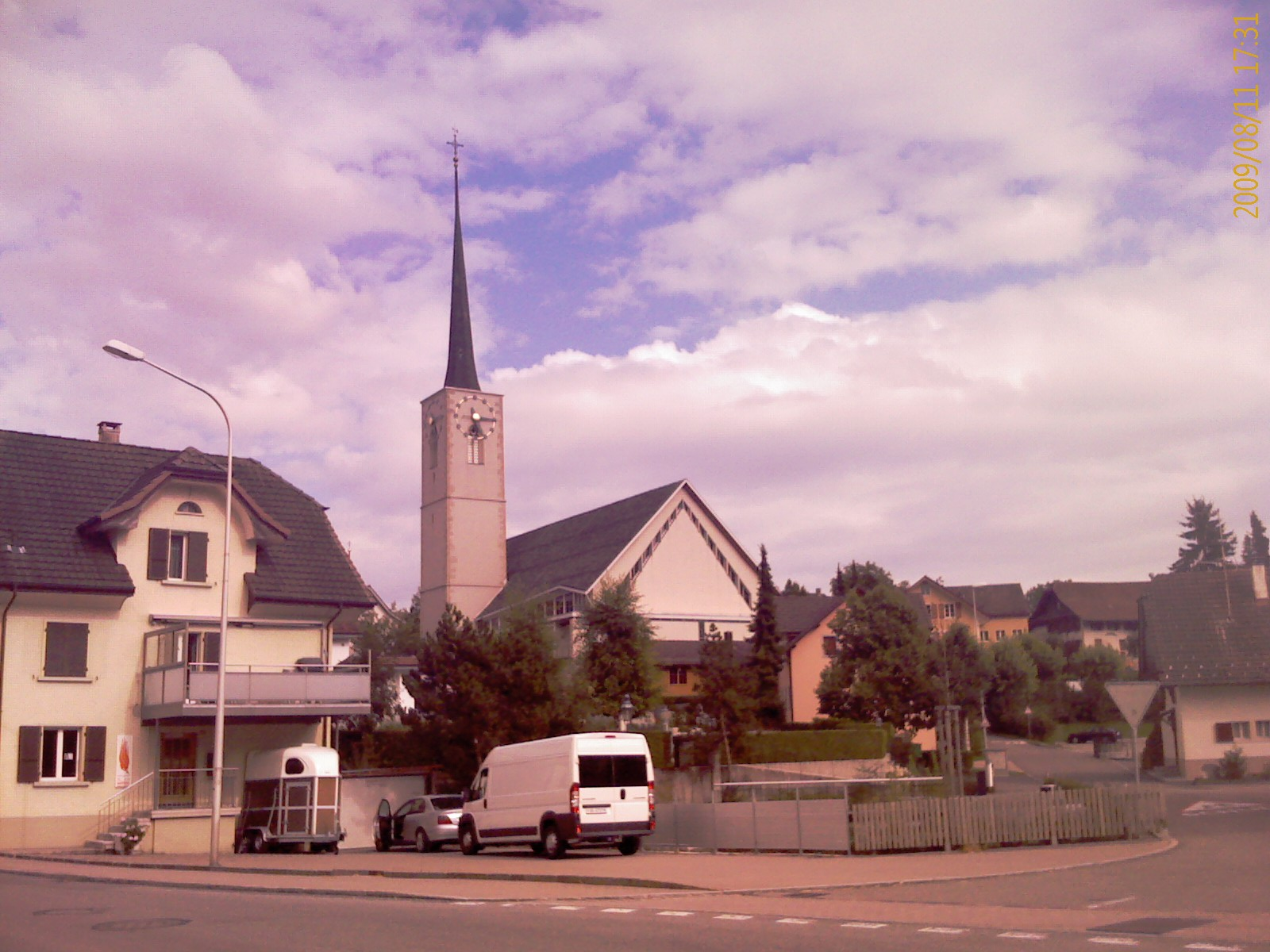

里肯巴赫是瑞士的城鎮，位於該國中部，由琉森州負責管轄，面積11.86平方公里，六成土地是農業用地，海拔高度695米，2011年人口3,061，人口密度每平方公里258人。